# Drittes Reich
Drittes Reich ist eine Bezeichnung für das Deutsche Reich zur Zeit des Nationalsozialismus. Seit den 1920er Jahren wurde der Begriff von der völkischen Bewegung und den Nationalsozialisten propagandistisch eingesetzt, um die von ihnen angestrebte Diktatur in eine Traditionslinie mit dem 1806 untergegangenen Heiligen Römischen Reich und dem 1871 gegründeten Kaiserreich zu stellen, die Weimarer Republik hingegen von beiden abzugrenzen und dadurch zu delegitimieren. Bis 1939 und darüber hinaus war der Begriff auch als Selbstbezeichnung des NS-Staats gängig.
Der gleiche Begriff wurde schon früher in weit älteren christlich-theologischen sowie philosophisch-utopischen Traditionen des Abendlands verwendet. Nach christlichen Vorstellungen des Mittelalters bezeichnete das Dritte Reich die nach-endzeitliche Herrschaft des Heiligen Geistes. 
Die darin mitschwingende messianische Heilserwartung nutzten die Nationalsozialisten, um ihrer Bewegung zusätzlich einen quasireligiösen Anstrich zu geben. Nachdem sich das Regime Adolf Hitlers etabliert hatte, verwendete die NS-Propaganda den Begriff wegen seiner christlichen Implikationen nur noch selten und ließ ihn schließlich ganz fallen. Seit dem Ende des Zweiten Weltkrieges wird er wegen seiner Begriffsgeschichte kritisch gesehen.

## Ideengeschichtliche Hintergründe

### Geschichtsphilosophie
Nach Claus-Ekkehard Bärsch ist die spätere Popularisierung des Begriffs „Drittes Reich“ auf die „abendländische Obsession“ zurückzuführen, Geschichte im „Dreischritt“ zu denken und die moderne Rede über die Einteilung von Geschichte in Antike, Mittelalter und Neuzeit. Dieser Einteilung von Historie als Gesamtgeschichte liegen geschichtsphilosophische Gedanken zugrunde, die ihre frühen ideengeschichtlichen Wurzeln in der christlichen Geschichtstheologie, insbesondere bei Paulus und in der Offenbarung des Johannes, haben. Paulus’ Gliederung der Weltgeschichte in die drei Reiche – das der heidnischen lex naturalis, jenes der lex mosaica des Alten Testaments und das dritte, christliche Reich – stellt das Grundschema der religiösen Geschichtsdeutung im Abendland dar, die mit der Verkündung eines dritten Reiches von Joachim von Fiore im 12. Jahrhundert bis hin zu Dante einen Höhepunkt erreichte.
Vor allem die Offenbarung des Johannes sei demgemäß „die Mutter der Geschichtstheologie und die Großmutter der modernen Geschichtstheologie“. Auf die in dieser Schrift beschriebene endzeitliche Heilserwartung, der zufolge das „himmlische Jerusalem“ für ewig auf der Erde errichtet werden sollte, setzte beispielsweise in der Zeit der Renaissance König Franz I. von Frankreich, als er sich um die Kaiserkrone des Heiligen Römischen Reiches bewarb. Zum Zeichen dafür ließ er Schloss Chambord errichten, das hinsichtlich seiner Baugestalt und Symbolik in Anlehnung an die in der Offenbarung des Johannes beschriebene Himmelsstadt gebaut wurde.

### Gnosis und Chiliasmus
Neben der paulinischen Geschichtsphilosophie nahm die christliche Geschichtsphilosophie von Augustinus eine herausragende Stellung bei der Deutung der Gesamtgeschichte ein. Augustinus, der mehrere Jahre Anhänger der gnostischen Religion des Manichäismus war, bevor er sich dem Christentum zuwandte, verstand Weltgeschichte als eine gewaltige Auseinandersetzung zwischen dem Reiche Christi und dem Reiche des Bösen. Am Ende, so seine Vorstellung, werde sich die civitas terrena von der civitas Dei durch den Abfall der bösen Engel abspalten und aus der civitas Dei entstehe ein Engelsstaat, der in einem Königreich Gottes ende. Augustinus hatte zwar die Geschichte nicht dreigeteilt, sondern endend mit dem Reich Christi sechs irdische Zeitalter prognostiziert, allerdings war seine Geschichtstheologie hinsichtlich seiner Deutung, dass ein Kampf zwischen Gut und Böse stattfinden würde, bis hin zum Nationalsozialismus von erheblicher historischer Bedeutung.
Ein Gedanke, der mit zu einem zentralen Bestandteil des Topos Drittes Reich wurde. Friedrich Heer vertrat dementsprechend die Ansicht, dass der Manichäismus über den Augustinismus in die abendländischen Kultur des 20. Jahrhunderts transportiert worden sei. Der Gnosis-Forscher Sonnenschmidt legte sich in seinem Buch Politische Gnosis dagegen nicht auf einen direkten Zusammenhang zwischen der antiken Gnosis und der politischen Gnosis in der Moderne fest. Vielmehr stellte er, selbst auf Ideengeschichte spezialisiert, diesen Aspekt als eine Forschungsperspektive heraus und fragte sich, auch mit ausdrücklichem und beispielhaftem Bezug auf Augustinus: „Der Bogen, der von der spätantiken Gnosis zur modernen Gnosis in der Untersuchung gespannt ist, eröffnet neue Forschungsperspektiven, die unter der allgemeinen Hinsicht zusammengefasst werden können, ob es eine Entwicklungslinie bzw. Entwicklungs›logik‹ der Gnosis zumindest im Abendland gibt.“
Entscheidend für die moderne Idee des Dritten Reichs war, was in der Forschung allgemein unbestritten ist, der im Umfeld des mittelalterlichen Chiliasmus entstandene Gedanke, dass das Reich Christi nicht, wie in der älteren Darstellung, das letzte irdische Reich sei, sondern ihm noch ein weiteres folgen würde. Formuliert wurde dieser Gedanke von dem antijudaischen Geschichtstheologen Joachim von Fiore im 12. Jahrhundert, der seinem Denken über Gesamtgeschichte ebenfalls die Idee der Einteilung in drei status (wörtlich „Zustände“) oder Zeitalter oder Reiche zugrunde legte. Er sah im ersten Reich das göttliche Reich des Alten Bundes (das alttestamentliche „Reich des Vaters“), im zweiten das christliche („Reich des Sohnes“) und im dritten das der dritten göttlichen Person („Friedensreich des heiligen Geistes“, „Zeitalter der Erlösung“).
Nach Auffassung des Philosophen Wolfgang Röd spielten hier gnostische sowie eschatologische Gedanken eine Rolle. Röd schrieb: „Von den Angehörigen des Dritten Reichs als den wahrhaft Wissenden wird angenommen, dass sie unabhängig von vermittelnden Instanzen und äußeren Organisationen in Verbindung mit Gott stehen. Zugleich wurde der Blick auf eine Endzeit eröffnet.“ Joachim von Fiore bezog sich bei diesen Gedanken auf die Offenbarung des Johannes, Kap. 20, V. 1–10. Bei der Beschreibung seiner drei Reiche akzentuierte er allerdings, dass jedes davon symbolisch durch seinen „Führer“ bestimmt sei. Nach den Vorläufern Zacharias und Johannes stehe Christus am Anfang des zweiten Reichs und sei im dritten Reich eine Erscheinung, die er schlechthin mit „DUX“ bezeichnete.
Für Joachim von Fiore war das dritte Reich „keine neue Institution, die revolutionär an die Stelle der Kirche zu treten hätte“, sondern ein Prozess „der Vergeistigung der Ekklesia und der Umbildung der Weltkirche zu einem neuen Orden kontemplativen vergeistigten Mönchtums“. In diesem dritten Reich würden die Menschen „geistig und arm, brüderlich, alle vom gleichen Rang, ohne Zwangsordnung“ leben. Dabei stellte er auch Berechnungen an, wann das dritte Reich seinen Anfang genommen hätte. Dessen Anbruch datierte er auf das Jahr 1200, die joachitischen Franziskanerspiritualen später auf 1260, wobei letztere Franz von Assisi als den von Joachim von Fiore verkündigten DUX ansahen.

### Völkische Denkweisen
Der auf dem Hintergrund von völkischen Denkweisen des 19. und 20. Jahrhunderts entstandene Begriff „Drittes Reich“ beinhaltete nicht nur religiöse Aspekte, sondern auch politische, wobei Staat und Religion in engstem Zusammenhang beschrieben und interpretiert worden sind. Der Philosoph Eric Voegelin merkte dazu in allgemeiner Hinsicht an, dass sich „die Begriffe von Religion und Staat, wie sie heute im allgemeinen europäischen Sprachgebrauch, aber auch bis tief in den engeren [sic!] der Wissenschaft, verbindlich sind“, an „bestimmten Modellen, die ihre besondere Bedeutung im Geisteskampf Europas haben“, orientieren. So werden unter Religion „Erscheinungen wie das Christentum und die anderen großen Erlösungsreligionen“ und unter Staat „die politischen Organisationen vom Typus des modernen Nationalstaats“ verstanden. Dementsprechend merkten zahlreiche Autoren in der Nachkriegszeit an, dass der moderne Nationalismus ein religiöses Moment enthalte. Der Historiker und Germanist Klaus Vondung pointierte dabei in seinem Buch Die Apokalypse in Deutschland, dass der politische Nationalismus in Deutschland „von seiner Geburtsstunde an von apokalyptischen Vorstellungen durchsetzt und geprägt“ gewesen sei.
Der Historiker Michael Ley beschrieb einen Zusammenhang von völkischem Denken und der politischen Romantik in der Moderne, wobei er ebenfalls betonte: „Das romantische Weltbild ist gnostisch-apokalyptisch, die geistige Erneuerung ist das sogenannte Dritte Reich bzw. das kommende tausendjährige Reich“. Und Bärsch stellte im Rahmen seiner Auseinandersetzung mit dem Begriff „Drittes Reich“ einen ausdrücklichen Bezug zwischen der Apokalypse und dem Nationalsozialismus her, wobei er auch auf die den gläubigen Apokalyptikern zu eigen seiende optimistische Perspektive aufmerksam machte: Die Apokalyptik des Johannes sei durchaus nicht pessimistisch oder nihilistisch. Vielmehr seien die von ihm geschilderten furchtbaren Ereignisse „im ursprünglichen Sinn des Wortes ‚katastrophé‘, nämlich als Wende; als Wende zum Besseren und als Wende zur Erlösung“ zu verstehen. Vor dem ersten Zeitalter der Erlösung, dem Tausendjährigen Reich, komme die Schlacht Harmagedon (Offb 1616 ).

## „Drittes Reich“ im 20. Jahrhundert

### Deutsches Kaiserreich
Der Begriff Drittes Reich erlangte im gesellschaftlichen Diskurs des 19. Jahrhunderts keine große Bedeutung. Er wurde erst in den 1920er Jahren zum terminus technicus. Dennoch wurde der Ausdruck bereits vereinzelt im Deutschen Kaiserreich seit Ende des 19. Jahrhunderts verwendet, allerdings in unterschiedlichen Bezügen.
Das erstmalige Auftauchen des Begriffs in Deutschland wird in der Forschung auf das Jahr 1888 datiert. In diesem Jahr wurde das von Henrik Ibsen 1873 in Norwegen verfasste Theaterstück Kaiser und Galiläer in die deutsche Sprache übersetzt. Ibsen verwendete den Begriff in diesem Stück als Bezeichnung für eine Synthese zwischen Heidentum und Christentum. 1894 hielt der Begriff dann Einzug in den Roman Vigilien des deutsch-polnischen Dichters Stanisław Przybyszewski und 1896 in die Gedichtsammlung Weib und Welt des mit ihm befreundeten Dichters Richard Dehmel. Schmitz-Berning merkte in diesem Zusammenhang an, dass beide „Teilnehmer der Tafelrunde in dem Berliner Lokal ›Schwarzes Ferkel‹ ›Unter den Linden‹“ gewesen sind und dass dieses Lokal ebenso von Arthur Moeller van den Bruck, dem die spätere Popularisierung des Begriffs zugeschrieben wird, besucht wurde.
In dem 1899 erschienenen Roman Das dritte Reich von Johannes Schlaf tauchen erstmals Ähnlichkeiten mit der späteren nationalsozialistischen Ideologie auf, wie Bärsch konstatierte. So studiert der Hauptheld Dr. Emmanuell Liesegang „gnostische Schriften, die Apokalypse des Johannes und träumt vom ›Übermenschen‹“. Die schwedische Reformpädagogin Ellen Key verwendete den Begriff in ihrem Essayband Die Wenigen und die Vielen (1901) mit Bezug auf den Mystiker Maximos, auf den sich auch Ibsen bezog. In dem Roman Wiltfeber, der ewige Deutsche (1912) von Hermann Burte wurde der Begriff beiläufig verwendet, dies allerdings im Kontext der Begriffe ›Krist‹, ›Widerkrist‹, ›Hakenkreuz‹ und der Reinheit der Blonden, womit bereits eine Verbindung von völkisch-rassistischer und religiöser Weltanschauung gegeben war. Weiterhin wurde der Begriff im Buchtitel des Journalisten Martin Wust verwendet; ebenso 1916 bei Gerhard von Mutius in seinem Buch Die drei Reiche. Beide Autoren verwendeten den Begriff indessen in einem pazifistisch-aufklärerischen Sinne.

### Weimarer Republik

#### Popularisierung des Begriffs
In der Weimarer Republik wurde der Begriff im Jahr 1918 zunächst in dem Aufsatz Der Gedanke des deutschen Philosophen und Mathematikers Gottlob Frege verwendet. Freges Begriff vom dritten Reich stellt eine eigenständige Sinndeutung dar: „Ein drittes Reich muß anerkannt werden. Was zu diesem gehört, stimmt mit den Vorstellungen darin überein, daß es nicht mit den Sinnen wahrgenommen werden kann, mit den Dingen aber darin, daß es keines Trägers bedarf, zu dessen Bewußtseinsinhalte es gehört.“
Ganz im Gegensatz zu Freges Begrifflichkeit, die allgemein keine Beachtung gefunden hat, trug zur Popularisierung der Rede vom „Dritten Reich“ vor allem die im Jahr 1923 veröffentlichte Schrift Das dritte Reich des konservativ-antidemokratischen Nationalisten Moeller van den Bruck bei.
Nach seiner Einteilung war das erste Reich das Heilige Römische Reich Deutscher Nation bis 1806, das zweite das von Otto von Bismarck geschaffene unter den deutschen Kaisern Wilhelm I., Friedrich III. und Wilhelm II. (1871–1918) und das dritte, das noch folgen sollte, ein Reich, in dem sich der Nationalismus mit dem Sozialismus verbinden sollte.
Bei dieser Konstruktion bezog sich Moeller van den Bruck nicht direkt auf Joachim von Fiore, sondern auf seine verbreitete Idee. Der Germanist Peter Philipp Riedl schrieb dazu: „Der von Arthur Moeller van den Bruck wirkungsvoll im Umlauf gesetzte Begriff des ›Dritten Reichs‹, dem auch Julius Petersen nach langjährigen Vorarbeiten 1934 ›in deutscher Sage und Dichtung‹ nachging, deutet die Geistlehre des Joachim von Fiore zum innerweltlichen Erlösungsmythos, zum völkisch-nationalen Heilsgeschehen um.“

#### Übernahme in das NS-Vokabular
Ernst Bloch vertrat in seinem erstmals 1935 veröffentlichten Aufsatz Zur Originalgeschichte des Dritten Reichs die Auffassung, dass die Nationalsozialisten ihre Begrifflichkeit vom „Dritten Reich“ von Arthur Moeller van den Bruck adaptiert hätten. Seit der Veröffentlichung des Buches Die politische Religion des Nationalsozialismus von Bärsch im Jahr 1998 gilt diese These in der neueren Forschung als umstritten. Matthias Sträßner schrieb:

„Von Claus-Ekkehard Bärsch stammt die These, dass der Terminus des ›Dritten Reichs‹ weder von Ibsen direkt, noch ausschließlich durch Moeller van den Bruck in die Phraseologie der Nazis gelangt, sondern durch den Ibsen-Übersetzer Dietrich Eckart.“

Genau schrieb Bärsch:

„Es ist nicht Moeller van den Bruck, von dem die Nationalsozialisten den Begriff ›Drittes Reich‹ übernommen hatten, sondern ein einflußreicher Mitbegründer der gesamten Bewegung hat diesen Begriff schon 1919 – also vor der ersten Auflage des Buches von Moeller van den Bruck aus dem Jahr 1923 – im eindeutigen Kontext politisch-ideologischer Schriften gebraucht. Es ist der zum Politiker mutierte Poet Dietrich Eckart.“

Zudem machte Bärsch darauf aufmerksam, dass der Begriff Drittes Reich weder „von den Nationalsozialisten selbst klar umschrieben“ noch „in der Literatur zur NS-Ideologie durch eine systematische Monographie behandelt“ worden sei. Und er ergänzte: „Auf keinen Fall liegt ihm eine staats- und verfassungsrechtliche Konzeption zugrunde. Ein Regierungssystem gemäß der Ideologie des ›Dritten Reiches‹ ist weder vor noch nach 1933 verfaßt worden.“

#### Kritik von christlichen Publizisten
Im Juni 1931 mahnte Eugen Rosenstock-Huessy in der Zeitschrift Hochland, dass mit dem „Dritten Reich“ ein Begriff aus der christlichen Begriffswelt unstatthaft säkularisiert und auf ein weltliches Ersatzreich angewendet werde: An die Stelle eines wahrhaft umfassenden johanneischen Christentums (nach der „Petruskirche“ und der „Paulusmission“) trete bei den neuen Ideologen eine säkulare politische Engführung. Und der Baptist Arnold Köster beschrieb die Gefahr, dass die Menschen ihre Hoffnung auf „die Reiche dieser Welt“ setzen und jetzt an „das dritte Reich“ glauben, nicht „an das Reich Gottes, an das Königtum Jesu“.

### Zeit des Nationalsozialismus

#### Selbstbezeichnung des NS-Staates
Drittes Reich war die Selbstbezeichnung des NS-Staats. Rückblickend bezeichneten Nationalsozialisten nach der Machtübernahme die Weimarer Republik als ein Zwischenreich, um deutlich zu machen, dass sie in der offiziellen Zählung keinen Platz hat. Außerdem wurde der Begriff Systemzeit für die Jahre zwischen dem „Zweiten Reich“ – dem (wilhelminischen) deutschen Kaiserreich – und dem „Dritten Reich“ verwendet. Mit Systemzeit oder Zwischenreich sollte in nationalsozialistischer Diktion das parlamentarische Regierungssystem des Deutschen Reiches von 1918 bis 1930/1933 gegenüber den autoritären deutschen Regierungssystemen, die als Reich anerkannt wurden, herabgesetzt werden. Erkennbar ist die mit dieser Diktion propagierte Erlösungsideologie (Tausendjähriges Reich), die an religiöse Vorstellungen anknüpft.
Die Nationalsozialisten adaptierten auch den Begriff „Tausendjähriges Reich“, um nach der wechselvollen deutschen Geschichte eine Zeit der Kontinuität unter ihrer Herrschaft zu propagieren. So verkündete Adolf Hitler am 1. September 1933 offiziell, dass der von ihm geführte Staat ein „Drittes Reich“ sei, das „tausend Jahre“ dauern werde. Der Begriff „Tausendjähriges Reich“ sowie der Begriff „Drittes Reich“, wie ihn die Nationalsozialisten verwendeten, griffen die „Symbole apokalyptischer Geschichtsspekulation für die Endphase der Geschichte auf“. Vondung bemerkte:

„Mit der Übernahme dieser Symbole wird das deutsche oder auch nationalsozialistische Reich transfiguriert: Das ›tausendjährige Reich‹ sollte bekanntlich nicht tausend Jahre dauern, sondern ewig, worauf Schumanns Symbol von ›des Reiches ewigen Feldherrnhallen‹ ebenso verwies wie Hitlers Konsekrierung der Ehrentempel am Königsplatz zur ›Ewigen Wache‹. Das ›ewige Reich‹ in der Zeit wird als Endphase der nationalsozialistischen ›Heilsgeschichte‹ gesetzt und insofern als Endphase der für Nationalsozialisten relevanten Geschichte überhaupt.“

In diesem Zusammenhang ist auch überliefert, dass Heinrich Himmler, Reichsführer SS und Chef der Deutschen Polizei und Anhänger des Okkultismus, sich selbst als „Reinkarnation“ von König Heinrich I. sah, der im Jahre 936 in der Pfalzkapelle auf dem Schlossberg zu Quedlinburg bestattet wurde. Zum 1000. Todestag des Königs im Jahr 1936 wurden die Wipertikirche und die Kirche St. Servatii auf dem Quedlinburger Schlossberg zur „Weihestätte der SS“ erklärt. Dies geschah, um eine direkte Linie zu den Nationalsozialisten zu ziehen, die „weitere tausend Jahre“ regieren wollten.

#### Spätere Vermeidung des Begriffs
Gegner des nationalsozialistischen Regimes persiflierten dessen Ewigkeitsanspruch mit dem Begriff „Viertes Reich“.
Am 13. Juni 1939 ließ Hitler in einem „nicht zur Veröffentlichung“ bestimmten Rundschreiben die weitere Verwendung des Begriffs „Drittes Reich“ untersagen. Reinhard Bollmus schrieb dazu unter anderem, dass Hitler damit zu erkennen gab, dass „der Führer-Staat selbst nach seinen Anschauungen kaum jemals etwas mit den Vorstellungen Moeller van den Brucks“ gemein gehabt hätte. Und er ergänzte hinsichtlich der Perspektive Hitlers: „Er bevorzugte Ausdrücke wie ›Germanisches Reich deutscher Nation‹ und ›Großgermanisches Reich‹, und wenn darin die Erinnerung an die Zeit der Völkerwanderung beschworen werden sollte, wenn Hitler sich dabei an dem – in dieser Einseitigkeit für ihn typischen – Bilde einer Periode ständiger Eroberungszüge orientierte, so kennzeichnete er das von ihm geschaffene Herrschaftsgebilde durchaus richtig: als Eroberungsstaat, und zwar als Eroberungsstaat nicht nur in außenpolitischer, sondern auch in innenpolitischer Hinsicht.“
Am 10. Juli 1939 wies das Reichspropagandaministerium die Presse im „Altreich“ und in Österreich an, den Begriff „Drittes Reich“ zukünftig zu meiden. Wörtlich hieß es in der Begründung: „Um die Änderungen innerer Verhältnisse innerhalb des Reiches propagandistisch zum Ausdruck zu bringen, ist vor und nach der Machtübernahme der Ausdruck ‚Drittes Reich‘ für das nationalsozialistische Reich geprägt und gebraucht worden. Der tiefgreifenden Entwicklung, die seitdem stattgefunden hat, wird diese historisch abgeleitete Bezeichnung nicht mehr gerecht. Es ergeht deshalb der Hinweis, den Ausdruck ‚Drittes Reich‘, der ja durch die Geschehnisse bereits durch die Bezeichnung ‚Großdeutsches Reich‘ ersetzt worden ist, im Rahmen der aktuellen Pressearbeit nicht mehr zu verwenden.“ Offiziell erwünschte Bezeichnungsalternativen zu „Drittes Reich“ waren auch „nationalsozialistisches Deutschland“ und „Deutsches Reich“.
Der Anweisung folgend, wurde für die 12. Auflage des Rechtschreibdudens von 1941 das noch in der 11. Auflage von 1934 enthaltene Stichwort „Drittes Reich“ mit der Bedeutung „das 1933 gegründete dritte Reich nach dem alten Deutschen Kaiserreich u. dem Reich der Hohenzollern“ nicht mehr aufgenommen. Der Volks-Brockhaus von 1940 führte statt „Drittes Reich“ den offiziell erwünschten Begriff „Großdeutsches Reich“ und die Zeitschrift Die Kunst im Dritten Reich nannte sich ab 1939 Die Kunst im Deutschen Reich.
Völlig getilgt wurde der Begriff allerdings nicht. Cornelia Schmitz-Berning wies nach, dass der Begriff beispielsweise in der von Joseph Goebbels herausgegebenen Wochenzeitung Das Reich weiterhin benutzt worden ist. Auch in den Bormann-Diktaten, die manchmal als Hitlers „politisches Testament“ bezeichnet werden, erscheint der Begriff.

#### Reich und Empire
Nach dem Anschluss Österreichs 1938 wurde der Begriff „Großdeutsches Reich“ zunächst inoffiziell, ab dem 26. Juni 1943 dann als amtliche Staatsbezeichnung verwendet.
Am 21. März 1943 verlangte das Reichspropagandaministerium von der Presse die Verwendung der generischen Bezeichnung das Reich analog zur Verwendung des Ausdrucks Empire im Britischen Weltreich.

#### Holocaust
Ungeachtet dessen, dass der Begriff „Drittes Reich“ für die Nationalsozialisten an Bedeutung verlor und die sogenannte Judenfrage während des Zweiten Weltkrieges „nicht mehr in gleicher Weise wie vor 1938/39 behandelt wurde, versuchten katholische (und protestantische) Theologen, die Shoah mit heilsgeschichtlichen Argumenten zu deuten und trugen damit zur Verharmlosung antisemitischer Verbrechen bei“. Der Historiker Urs Altermatt schrieb ferner über dieses vereinzelt auftauchende Phänomen: „So benutzten in den Kriegsjahren einzelne Theologen das Stigma von der ›Verworfenheit‹ der Juden, um ihre Verfolgung und Vernichtung durch die Nationalsozialisten und deren Helfershelfer zu erklären. Sie waren der Meinung, dass nur die Bekehrung der Juden zum Christentum sie vor Verfolgung bewahren könne.“ Der Historiker Jacques Le Goff stellte die diesem Denken zugrunde liegende apokalyptische Idee als ein modernes Phänomen heraus. Er schrieb: „Und wenn der heutige Europäer eschatologische Vorstellungen hat, dann sind es leider solche von Völkermord oder nuklearer Bedrohung, sie sind apokalyptischer als die der mittelalterlichen Gesellschaft, in der die Utopien und Ängste der Apokalypse im allgemeinen nur bei Minderheiten verbreitet war.“

#### Widerstand

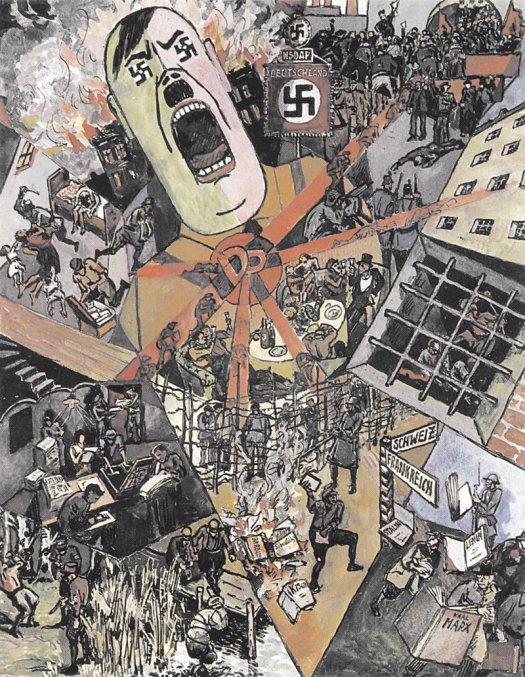
Heinrich Vogeler: Das Dritte Reich, 1934

In der 29. Auflage der Geflügelten Worte von Georg Büchmann aus dem Jahr 1943 heißt es dazu:

„Es waren weniger die nationalen Kreise selbst als ihre Gegner, die das Wort häufiger, und zwar mit einem hämischen Unterton gebrauchten. Adolf Hitler und die N.S.D.A.P. haben ausdrücklich nie von sich behauptet, sie würden das Dritte Reich herbeiführen, auch amtlich ist nur selten davon gesprochen worden. Trotzdem spricht man volkstümlich im In- und Auslande bis heute von der Zeit seit der Machtübernahme (30. Januar 1933) nur vom Dritten Reich.“

Im amerikanischen Spielfilm Casablanca (1942) wirft der deutsche Major Strasser dem vichy-französischen Capitaine Renault vor, er benutze die Wendung „Drittes Reich“ mit einem Unterton, als erwarte er noch weitere.

### Nachkriegszeit

#### Begriffsverwendung seit Kriegsende 1945
Seit der Nachkriegszeit hat sich die zeitliche Blickrichtung hinsichtlich des Begriffs „Drittes Reich“ grundlegend gewandelt. Wurde die mit dem Begriffsinhalt verbundene Vorstellung über Jahrhunderte auf die Zukunft bezogen, so bezieht sich der Begriff seitdem allgemein auf die Zeit des Nationalsozialismus und somit auf die historische Vergangenheit. Nach 1945 setzte sich die Bezeichnung „Drittes Reich“ in der Umgangssprache, unter Historikern, in der Publizistik und im Geschichtsunterricht an den Schulen durch, da mit ihm prägnant Bezug auf das Deutschland während der Zeit der NS-Diktatur genommen werden konnte und die Nationalsozialisten keinen spezifischen Begriff für Deutschland in der Zeit ihrer Herrschaft etablierten.
Allgemein zeichnete sich nach 1945 allerdings eine „Bezeichnungsheterogenität“ in der Bundesrepublik Deutschland ab. So werden neben dem „volksläufigen“ Ausdruck „Drittes Reich“ auch Bezeichnungen wie NS-Staat, NS-Regime, Diktatur Hitlers und nationalsozialistische Herrschaft verwendet. Eine stichprobenartige Untersuchung von Georg Stötzel der Tageszeitung taz (von 1989 bis 1999) und der Wochenzeitung Die Zeit (von 1995 bis 1998) ergab beispielsweise, dass für den jeweiligen Untersuchungszeitraum in diesen Zeitungen „die Epochenbezeichnung Nazi-Zeit“ gegenüber anderen Bezeichnungen „vorherrschend“ gewesen sei (taz mit 90 Prozent, Die Zeit mit 60 Prozent).

#### Kritischer Diskurs seit den 1980er Jahren
Aus der Perspektive der Sprachkritik veröffentlichte der Jurist Walter Mallmann 1984 im Handwörterbuch zur deutschen Rechtsgeschichte seinen Einwand, dass der Terminus „Drittes Reich“ „ideen- und verfassungsgeschichtlich, juristisch und politisch unvertretbar“ sei.
Im Jahre 1989 schrieb Dieter Gunst einen Aufsatz, in dem er der Frage nachging, wie sich nach 1945 der Begriff „Drittes Reich“ neu etablieren konnte. Dabei stellte er fest, dass einerseits der Begriff von den Alliierten 1945 als Anglizismus reimportiert worden sei und andererseits gemäß Art. 131 GG „die Altextremisten aus der Nazizeit in die Verwaltung der Bundesrepublik Deutschland übernommen“ worden seien, „soweit sie sich nicht strafbar gemacht“ hätten (vgl. 131er). Und er fügte diesbezüglich hinzu:

„Der Begriff ›Drittes Reich‹ wirkt neutral und nicht abwertend und wird deshalb in diesen Kreisen außerordentlich lieber verwendet als andere Bezeichnungen, die wie Nazi-Terror oder Hitler-Regime an eine Zeit erinnern, die man am liebsten aus dem Bewußtsein verdrängen möchte. Insofern ist der Begriff ›Drittes Reich‹ ein Produkt des Verdrängungsmechanismus der Mitläufer der Hitlerzeit. Der Begriff ›Drittes Reich‹ gefiel auch den Altnazis und sie verwendeten ihn gern in ihren Rechtfertigungsschriften, zum Beispiel Diels, der erste Chef der Gestapo, Hitlers Vizekanzler von Papen und Rüstungsminister Speer.“

Zudem merkte Gunst an, dass die rückbezügliche Bezeichnung des Hitler-Regimes als „Drittes Reich“ nicht nur eine „Aufwertung des Nationalsozialismus“ sei, sondern auch die historischen Fakten falsch kennzeichnen würde. Hitler habe, wie er hinzufügte, weder einen Staat noch ein „besonderes Reich“ gegründet.
Stötzel stellte in seinem erstmals 2002 erschienenen Buch Zeitgeschichtliches Wörterbuch der deutschen Gegenwartssprache den Mangel an erkennbaren Reflexionen bezüglich des Begriffs „Drittes Reich“ sowohl in der wissenschaftlichen Literatur als auch in der deutschen Presse heraus. So merkte er unter anderem an, dass beispielsweise der Historiker Karl Dietrich Bracher 1964 den Begriff „Drittes Reich“ stets mit „distanzierenden Anführungsstrichen“ verwendet hatte, allerdings ohne sich explizit zur Bezeichnungsproblematik geäußert zu haben, ebenso der „sprachsensible Politikwissenschaftler“ Dietrich Thränhardt in seinem Buch Geschichte der Bundesrepublik Deutschland von 1996. Auch hätte beispielsweise das Magazin Der Spiegel im Jahr 1950 durchweg in verschiedenen Ausgaben „Drittes Reich“ ohne Anführungszeichen geschrieben. Und er fasste zusammen:

„Es ist nicht eindeutig auszumachen, welche Werke bzw. Texte und Argumentationen aus der oben dargestellten Fachkommunikation bzw. welches historische Wissen in der Bevölkerung dafür verantwortlich sind, dass in der deutschen Presse nach 1945 durchweg ohne erkennbaren Grund und ohne erläuternde Argumentation sowohl die unmarkierte Schreibweise Drittes Reich wie auch die Schreibweise ›Drittes Reich‹ mit distanzierenden Anführungsstrichen vorkommen.“

### Ideengeschichtliche Hintergründe
- Ernst Bernheim: Mittelalterliche Zeitanschauungen in ihrem Einfluß auf Politik und Geschichtsschreibung. Tübingen 1918 (Neudruck, Tübingen 1964, DNB).
- Gerhard Bauer: Reich Gottes und Drittes Reich. Göttingen 1934. DNB
- Heinz Hertl: Das dritte Reich in der Geistesgeschichte. Hamburg 1934. DNB
- Julius Peterson: Die Sehnsucht nach dem Dritten Reich in deutscher Sage und Dichtung. Stuttgart 1934. DNB
- Jean Frederic Neurohr: Der Mythos vom Dritten Reich. Cotta, Stuttgart 1957. DNB
- Norman Cohn: Das Ringen um das Tausendjährige Reich. Revolutionärer Messianismus im Mittelalter und sein Fortleben in den modernen totalitären Bewegungen. (Originaltitel: The Pursuit of the Millennium, übersetzt von Eduard Thorsch). Francke, Bern/München 1961. DNB
- Jacques Solé: Christliche Mythen. Von der Renaissance bis zur Aufklärung (Originaltitel: Les mythes chrétiens, übersetzt von Henriette Beese). Ullstein, Frankfurt am Main/Berlin/Wien 1982, ISBN 3-548-35155-7.
- Johan Hendrik Jacob van der Pot: Sinndeutung und Periodisierung der Geschichte. Eine systematische Übersicht der Theorien und Auffassungen. Leiden 1999, ISBN 90-04-11605-2.

### Verwendung des Begriffs im 20. Jahrhundert
- Dieter Gunst: Hitler wollte kein „Drittes Reich“. In: Geschichte, Politik und ihre Didaktik, 17, 1989, S. 299–306.
- Jost Hermand: Der alte Traum vom neuen Reich. Völkische Utopien und Nationalsozialismus. Frankfurt am Main 1988 (2. Aufl., Weinheim 1995, ISBN 3-89547-709-5).
- Cornelia Schmitz-Berning: Vokabular des Nationalsozialismus. Berlin 1998, ISBN 3-11-013379-2, S. 157–160 (Google Books).
- Burchard Brentjes: Der Mythos im dritten Reich. Drei Jahrtausende Traum von der Erlösung. Fackelträger, Hannover 1999, ISBN 3-7716-2112-7.
- Gábor Hamza: Die Idee des „Dritten Reichs“ im deutschen philosophischen und politischen Denken des 20. Jahrhunderts. In: Zeitschrift der Savigny-Stiftung für Rechtsgeschichte, Bd. 118, Germanistische Abteilung. Böhlau, Wien/Köln/Weimar 2001, S. 321–336.
- Hermann Butzer: Das „Dritte Reich“ im Dritten Reich. Der Topos „Drittes Reich“ in der nationalsozialistischen Ideologie und Staatslehre. In: Der Staat. Zeitschrift für Staatslehre und Verfassungsgeschichte, deutsches und europäisches Öffentliches Recht. 42. Bd., Hannover 2003, S. 600–627.
- Georg Stötzel: Zeitgeschichtliches Wörterbuch der deutschen Gegenwartssprache. 2., erweiterte und aktualisierte Aufl., Hildesheim 2003, ISBN 3-487-11759-2 (Google Books).

### Zeitungsartikel
- Nazi-Worte im Sprachgebrauch – Mädel verpflichtet. In: Süddeutsche Zeitung vom 17. Mai 2010